# سيث جامبل
سيث جامبل (بالإنجليزية: Seth Gamble)‏ هو ممثل ومغني راب أمريكي. ولد في 10 من فبراير سنة 1987 بــ الولايات المتحدة.

## روابط خارجية
- سيث جامبل على موقع IMDb (الإنجليزية)
- سيث جامبل على موقع قاعدة بيانات الفيلم (الإنجليزية)
- سيث جامبل على موقع ليتربوكسد (الإنجليزية)
- سيث جامبل على موقع كينوبويسك (الروسية)